# تاتیانا پاتیتس
تاتیانا پاتیتس (آلمانی: Tatjana Patitz؛ زادهٔ ۲۵ مارس ۱۹۶۶ – درگذشتهٔ ۱۱ ژانویهٔ ۲۰۲۳) مدل و هنرپیشه اهل آلمان بود که در دهه‌های ۱۹۸۰ و ۱۹۹۰ میلادی به اوج شهرت رسید. او با طراحان بزرگ صنعت مد و همچنین با مجلاتی نظیر اِل و ووگ همکاری داشت و جزو «پنج ابرمدل» (big five) بود که در نماهنگ «آزادی! ۹۰» (Freedom! '۹۰) جرج مایکل حضور داشتند.